# 下風呂温泉
下風呂温泉（しもふろおんせん）は、青森県下北郡風間浦村下風呂にある温泉。下北半島最北端にある大間温泉（大間町）、桑畑温泉（風間浦村）に次ぐ、本州で3番目に北に位置する温泉である。

## 泉質
源泉井は3つある。
大湯
- 酸性・含硫酸 - ナトリウム - 塩化物・硫酸塩泉（硫化水素型）
  - 源泉温度 64℃、白濁した湯（季節・気温により異なる）

新湯
- 含硫黄 - ナトリウム - 塩化物泉（硫化水素型）
  - 源泉温度 74.5℃、無色透明な湯（季節・気温により異なる）

浜湯
- ホウ酸-含硫黄 - ナトリウム・カルシウム - 塩化物泉（硫化水素型）

大湯や新湯からの湯は村営温泉施設「海峡の湯」に供給されている。

## 温泉街
津軽海峡に面する海岸沿いの山肌に、大湯と新湯という2つの共同浴場があった。しかし、2020年11月30日に大湯と新湯の共同浴場は閉館し、同年12月に新たにこれらを統合した村営温泉施設「海峡の湯」がオープンした。このほか旅館や民宿が立ち並ぶ。
温泉街には、未成線である大間線の遺構が多く残り、「海峡メモリアルロード」として遊歩道整備されている。

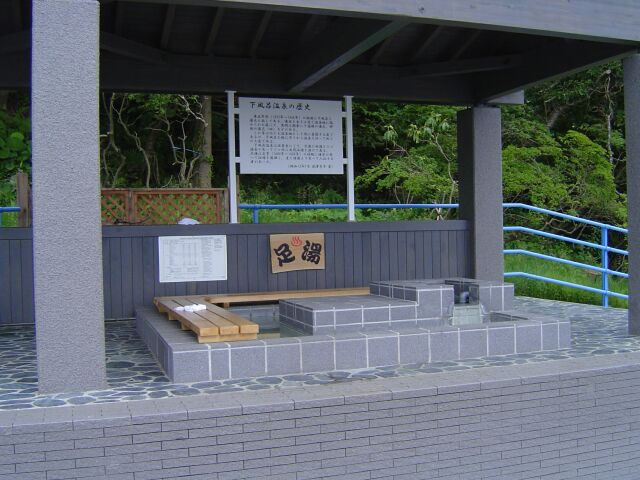
遊歩道にある足湯
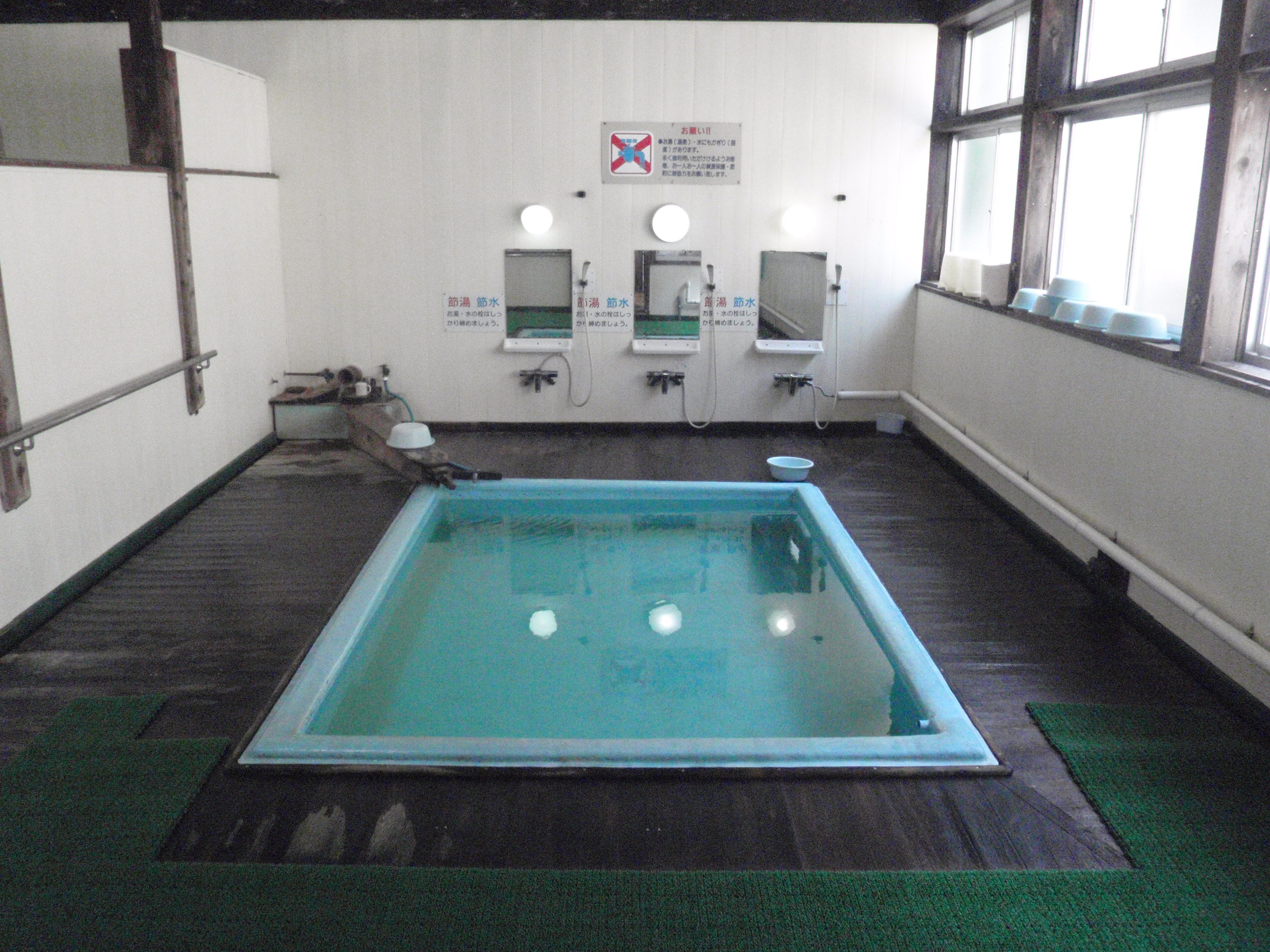
新湯
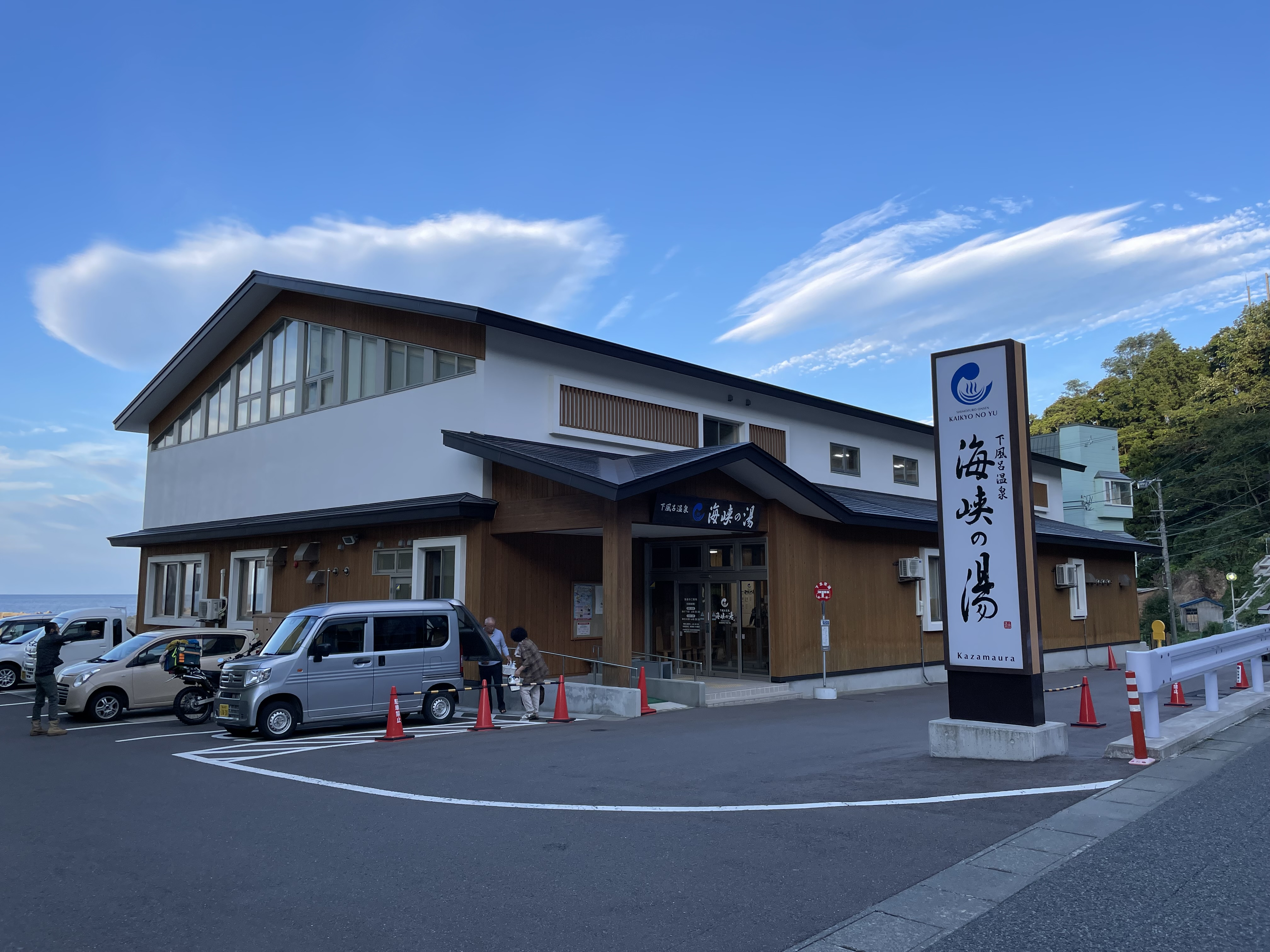
2020年12月にオープンした「海峡の湯」

## 歴史
温泉名は、この地域のことをアイヌ語で臭い岩を意味する「シュマフラ」と言っていたことに由来する。
室町時代からの歴史を持ち、康正年間の地図には「湯本」との記載がされている。当時は、凍傷に効能がある温泉として知られていた。1656年には、南部藩藩主南部重信が入湯している。
古くはニシン漁師の湯治場として栄え、現在はイカ漁の行われる漁港として、温泉街が成立。今も夏から秋にかけてイカ釣り漁船の漁り火を見ることができる。
同志社大学創立者・新島襄は、
1864年4月18日、江戸から箱館に船で向かう途中、下風呂港に寄港。温泉地にも2日間滞在し、当時の様子を「函館紀行」に書きとめた。海峡いさりび公園に「新島裏寄港の地」陣が建立された。
作家・井上靖は1958年3月、この温泉地に滞在・取材して小説『海峡』を執筆し、作品の舞台にもなっている。井上が二泊した長谷旅館は「海峡」の宿として知られ、近くの漁港には1989年、井上を招いて文学碑が建てられた。長谷旅館の廃業後も、井上が投宿した参号室を見学するファンが多かったことから、2019年1月の解体時に部屋の部材や机、座布団を村が引き取り保管された。
2020年12月、長谷旅館跡地に旧共同浴場の大湯と新湯を統合した村営温泉施設「海峡の湯」が開業。1階に食堂、2階に井上靖が「海峡」を執筆した部屋が再現された。
また、水上勉『飢餓海峡』の舞台にもなり、この作品は映画化もされている。

## アクセス
- JR大湊線 下北駅より下北交通バス佐井線で約1時間10分。